# Animal Crossing (serie de jocuri)

Sigla oficială Animal Crossing

Animal Crossing este o franciză media controlată de Nintendo și creată de Katsuya Eguchi în anul 2001 (și-a sărbătorit cea de-a șasea aniversare pe 14 aprilie 2007). Animal Crossing este  o serie de jocuri de simulare, în care personajul principal își trăiește propria viață, în timp real. Jocurile nu au un scop stabilit, însă este posibilă colecționarea unui număr mare de insecte, pești și fosile, ceea ce constituie o adevărată provocare.

## Jocuri video
Seria de jocuri video Animal Crossing este una dintre cele mai populare francize de simulare de la Nintendo. Peronajele Villager și Isabelle apar ca personaje în jocurile Super Smash Bros.: în Super Smash Bros. for Nintendo 3DS/Wii U te poți juca cu Villager, iar în Super Smash Bros. Ultimate cu amândoi.
Informații
Primul joc din serie, numit Animal Forest, a apărut doar în Japonia, în 2001. A fost unul dintre ultimele jocuri lansate pe Nintendo 64, Nintendo GameCube fiind lansat în același an. Utilizatorii consolei Game Boy Advance, puteau conecta consola portabilă la Nintendo GameCube, cu ajutorul unui cablu de rețea special, iar apoi, conectând un e-Reader la Game Boy, puteau scana cărți de joc din pachetul Classic NES pentru a primi diferite obiecte sau pentru a putea juca minigame-uri cu jocurile clasice de pe NES, precum Super Mario Bros., The Legend of Zelda sau Ice Climber.

### Lista jocurilor din serie
| Titlu                                     | Sistem            | An lansare | Japonia | Statele Unite ale Americii | Uniunea Europeană |
| ----------------------------------------- | ----------------- | ---------- | ------- | -------------------------- | ----------------- |
| Dōbutsu no Mori                           | Nintendo 64       | 2001       | DA      | NU                         | NU                |
| Dōbutsu no Mori +                         | Nintendo GameCube | 2001       | DA      | NU                         | NU                |
| Animal Crossing                           | Nintendo GameCube | 2002       | DA      | DA                         | DA                |
| Animal Crossing: Wild World               | Nintendo DS       | 2005       | DA      | DA                         | DA                |
| Animal Crossing: Let's Go To The City     | Wii               | 2007       | DA      | DA                         | DA                |
| Animal Crossing: New Leaf                 | Nintendo 3DS      | 2013       | DA      | DA                         | DA                |
| Animal Crossing: Amiibo Festival          | Wii U             | 2015       | DA      | DA                         | DA                |
| Animal Crossing: Happy Home Designer      | Nintendo 3DS      | 2015       | DA      | DA                         | DA                |
| Animal Crossing: New Leaf: Welcome Amiibo | Nintendo 3DS      | 2016       | DA      | DA                         | DA                |
| Animal Crossing: Pocket Camp              | Android, iOS      | 2017       | DA      | DA                         | DA                |
| Animal Crossing: New Horizonts            | Nintendo Switch   | 2020       | DA      | DA                         | DA                |

## Filme
În decembrie 2006, a debutat în cinematografele japoneze, filmul Animal Forest (Dōbutsu no Mori în japoneză). Este singurul film de lung metraj bazat pe seria de jocuri video Animal Crossing. 